# Bernard Jacqueline
Bernard Henri René Jacqueline (* 13. März 1918 in Saint-Lô, Département Manche, Frankreich; † 26. Februar 2007 ebenda) war ein französischer römisch-katholischer Geistlicher, Erzbischof und Diplomat des Heiligen Stuhls.

## Leben
Bernard Jacqueline machte Studienabschlüsse in Literaturwissenschaften und Philosophie (1935), in Scholastik (1936) und zwischen 1938 und 1946 weitere Abschlüsse in Französisch, Latein, Griechisch, Ethik und Sozialwissenschaften und Mediävistik. 1944 erlangte er den Bachelorabschluss in Katholischer Theologie. Er empfing am 12. März 1944 in der Kathedrale Notre Dame de Paris die Priesterweihe für das Bistum Coutances. Von 1944 bis 1951 war er in der Seelsorge tätig, zudem von 1947 bis 1951 Professor für Philosophie am Collège Saint Paul de Cherbourg. 1949 wurde er am Institut Catholique de Paris in Kanonischem Recht mit der Arbeit Essai du Droit ecclésiastique médiéval promoviert; 1971 erfolgte die geisteswissenschaftliche Promotion mit Auszeichnung über die These Episcopat et Papauté chez Saint Bernard de Clairvaux an der Pariser Sorbonne. Ab 1952 war er Kaplan an der französischen Nationalkirche San Luigi dei Francesi in Rom und in verschiedenen Funktionen an der Römischen Kurie tätig.
Am 24. April 1982 wurde er von Johannes Paul II. zum Titularerzbischof von Abbir Maius ernannt und in Nachfolge von Donato Squicciarini zum Apostolischen Pro-Nuntius in Burundi bestellt. Die Bischofsweihe spendete ihm Kardinalstaatssekretär Agostino Casaroli am 10. Juni desselben Jahres im Petersdom; Mitkonsekratoren waren der Kurienerzbischof und spätere Kardinal Achille Silvestrini sowie Duraisamy Simon Kardinal Lourdusamy, Sekretär der Kongregation für die Evangelisierung der Völker. Am 20. März 1986 wurde er in Nachfolge von Sante Portalupi Apostolischer Pro-Nuntius in Marokko.
Am 22. Mai 1993 nahm Papst Johannes Paul II. sein aus Altersgründen vorgebrachtes Rücktrittsgesuch an. Bischof Jacqueline lebte seitdem in Saint-Lô.
Er war Mitglied in vielfältigen wissenschaftlichen und philosophischen Organisationen; 1987 wurde er mit dem „Prix du Cardinal Grente“ der Prix de l'Académie française ausgezeichnet.